# Anastasija Samoilova
Anastasija Samoilova, född Kravčenoka 19 januari 1997 i Daugavpils i Lettland, är en beachvolleyspelare. Hon har tillsammans med Tīna Graudiņa vunnit guld vid EM 2019 och 2022 samt på ungdomsnivå U22-EM 2016. Vid OS 2020 kom paret fyra.